# Karel Šidlo
Karel Šidlo (* 1. listopadu 1957 Plzeň) je český politik KSČM, v letech 2006 až 2017 poslanec Parlamentu ČR a v letech 2004 až 2020 zastupitel Plzeňského kraje.

## Vzdělání, profese a rodina
Po maturitě na gymnáziu J. Fučíka v Plzni v roce 1976 vystudoval strojní a elektrotechnickou fakultu Vysoké školy dopravy a spojů v Žilině (1976-1981). Po promoci v oboru provoz a údržba kolejových vozidel v roce 1981 nastoupil do Lokomotivního depa Plzeň a v roce 1983 začal pracovat v Pobočném lokomotivním depu v Klatovech jako inženýr železniční dopravy pro opravy, v letech 1986 - 1995 tento podnik vedl. V letech 1986-1988 ještě na vysoké škole v Žilině absolvoval postgraduální studium. Mezi roky 1997 - 2004 řídil provoz vozidel v Depu kolejových vozidel v Plzni.
S manželkou Annou vychoval syna Karla a dceru Hanu. Je členem Klubu železničních modelářů v Plzni.

## Politická kariéra
V roce 1985 vstoupil do KSČ, po sametové revoluci se angažuje v KSČM. V letech 1990-1994 byl členem OV KSČM Klatovy.
Od roku 1990 byl zastupitelem Bezděkova. V komunálních volbách roku 1994 neúspěšně kandidoval za KSČM do zastupitelstva obce Bezděkov. Zvolen sem byl znovu v komunálních volbách roku 2002. Profesně se k roku 2002 uvádí jako vedoucí provozu. V zastupitelstvu setrval do roku 2004.
V krajských volbách roku 2004 byl zvolen do Zastupitelstva Plzeňského kraje za KSČM. Mandát krajského zastupitele opětovně získal v krajských volbách roku 2008 a krajských volbách roku 2012. V krajských volbách roku 2012 byl lídrem kandidátní listiny komunistů v kraji. Také ve volbách v roce 2016 byl lídrem kandidátky KSČM v Plzeňském kraji a mandát krajského zastupitele obhájil. Také ve volbách v roce 2020 obhajoval post krajského zastupitele, ale tentokrát neuspěl.
Ve volbách v roce 2006 byl zvolen do poslanecké sněmovny za KSČM (volební obvod Plzeňský kraj). Angažoval se v hospodářském výboru sněmovny. Poslanecký mandát obhájil i ve volbách roku 2010. Opět působí v hospodářském výboru. V roce 2011 upozornily Hospodářské noviny, že Šidlo v předchozím roce vykázal jednorázově 98 000 Kč za posudky a administrativní služby, které poslancům proplácí stát. Na dotazy ohledně toho, komu tyto práce zadal, odmítl odpovědět s tím, že „nemám v úmyslu zveřejňovat tým spolupracovníků, bez kterých nelze legislativní činnost poslance vykonávat.“
Ve volbách do Poslanecké sněmovny PČR v roce 2013 kandidoval v Plzeňském kraji jako lídr KSČM a byl zvolen. Ve volbách do Poslanecké sněmovny PČR v roce 2017 obhajoval svůj poslanecký mandát za KSČM v Plzeňském kraji, ale neuspěl.